# 花房村
花房村（はなぶさむら）は、熊本県の北部、菊池郡にあった村。

## 歴史
- 1889年4月1日 - 町村制施行。出田村、広瀬村、木柑子村が合併して菊池郡花房村が成立。
- 1956年9月1日 - 隈府町、河原村、水源村、菊池村、迫間村、龍門村、戸崎村と合併して菊池町となり消滅。

## 学校
- 花房村立花房小学校